# هالیه‌ده
هالیه‌ده (به لاتین: Haliyedde) یک منطقهٔ مسکونی در سری‌لانکا است که در استان مرکزی (سری‌لانکا) واقع شده‌است.